# Оне
Оне (на френски: Onhaye) е селище в Южна Белгия, окръг Динан на провинция Намюр. Населението му е около 3100 души (2006).

## Известни личности
Починали в Оне
- Паул ван Остаейен (1896-1928), поет